# Brokiga blad
Tidningen med samma namn, se Brokiga blad (tidning)
Brokiga blad är en svensk komedifilm från 1931 i regi av Valdemar Dalquist och Edvin Adolphson. I huvudrollerna ses Valdemar Dalquist, Nils Lundell, Håkan Westergren och debutanten Vera Nilsson.

## Handling
Vera Nilsson vänslas med den fattige grannpojken Håkan, detta ses inte med blida ögon av Veras pappa Nils.

## Om filmen
Filmen som premiärvisades 1 januari 1931, blev en dålig affär för filmbolaget Minerva då förlusten blev 166 754 kronor. Filmen är en parodi på de amerikanska showfilmer som kom i slutet av 1920-talet.
Vera Nilsson fick rollen som Vera Nilo efter en tävling utlyst av Svensk Filmindustri.

## Rollista (i urval)
- Valdemar Dalquist - Valdemar "Valle" Dalquist, konferenciern/sångare/prinsgemålen
- Lili Ziedner - drottningen
- Gösta Ekman - Sigge Wulff
- Vera Nilsson - Vera Nilsson, "Vera Nilo"
- Håkan Westergren - Håkan, Fattig-Johans pojke, Veras fästman
- Dagmar Ebbesen - fru Ebbesen, hyreshyenan
- Sigurd Wallén - strandcharmören
- Nils Lundell - Nils, Veras far
- Concordia Selander - Veras farmor
- Eric Gustafson - groggdrickande herre på restaurang
- Helge Kihlberg - groggdrickande herre på restaurang
- Tyra Leijman-Uppström - kvinna på cocktailparty
- Olga Adamsen - kvinna på cocktailparty
- Edla Rothgardt - kvinna på cocktailparty
- Gösta Gustafson - varuhusets avdelningschef
- Gösta Ericsson - mannen på varuhusets pratafonavdelning som säljer kurser i talteknik
- Anna-Lisa Baude - flickan som vill in vid filmen[4]

## Musik i filmen
- Stöt på mig, kompositör Jules Sylvain, text Valdemar Dalquist, sång Valdemar Dalquist
- On the Banks of the Wabash (Far Away) (Barndomshemmet), kompositör och text Paul Dresser svensk text 1914 Karl-Ewert, instrumental
- Om sommaren sköna, instrumental
- Berliner Luft (Stockholmsluft), kompositör Paul Lincke, tysk text Heinrich Bolten-Baeckers svensk text Emil Norlander, instrumental
- Hej tomtegubbar, instrumental
- Se på fåglarna, kompositör Jules Sylvain, text Valdemar Dalquist, sång Dagmar Ebbesen
- Helan går, instrumental
- Fjäriln vingad syns på Haga, kompositör och text Carl Michael Bellman, sång Valdemar Dalquist
- Säg det i toner, kompositör Jules Sylvain, text Karl-Ewert, sång Anna-Lisa Baude
- Östan om sol och västan om måne (I Love You My Darling) With Sunshine I Sing in the Rain), kompositör Jules Sylvain, svensk och engelsk text Valdemar Dalquist, sång Vera Nilsson som dubbas av Karin Ygberg, dragspel Gösta Jonsson, banjo Palla Östling.
- Då känner jag en liten rysning, kompositör Jules Sylvain, text Valdemar Dalquist, sång Sigurd Wallén
- Kalle P., kompositör Josef Franz Wagner, musikbearbetning och svensk text 1891 Edouard Laurent, sång Gösta Ekman
- Kvinnor och champagne, svensk text och musikbearbetning Alma Rek, sång Gösta Ekman
- Kungliga Södermanlands regementes marsch, kompositör Carl Axel Lundvall, framförs visslande av Valdemar Dalquist
- För hanses skull, kompositör Jules Sylvain (sången "För hennes skull" 1930) text Valdemar Dalquist (texten "För hanses skull" 1930), sång Lili Ziedner
- När ringarna växlas om våren, kompositör Jules Sylvain, text Valdemar Dalquist, sång Irma Tchalidy, Helle Winther, samt någon som dubbar Vera Nilsson
- Då komma herrarna i frack, kompositör Jules Sylvain, text Valdemar Dalquist, sång Håkan Westergren, Percy Richards, Arvid Petersén, Irma Tchalidy, Helle Winther och Valdemar Dalquist
- Ein Sommernachtstraum. Hochzeitmarsch (En midsommarnattsdröm. Bröllopsmarsch), kompositör Felix Mendelssohn-Bartholdy, instrumental.[5]